# Ebrietas anacreon
Ebrietas anacreon är en fjärilsart som beskrevs av Otto Staudinger 1876. Ebrietas anacreon ingår i släktet Ebrietas och familjen tjockhuvuden. Inga underarter finns listade i Catalogue of Life.